# Одесская ЧК

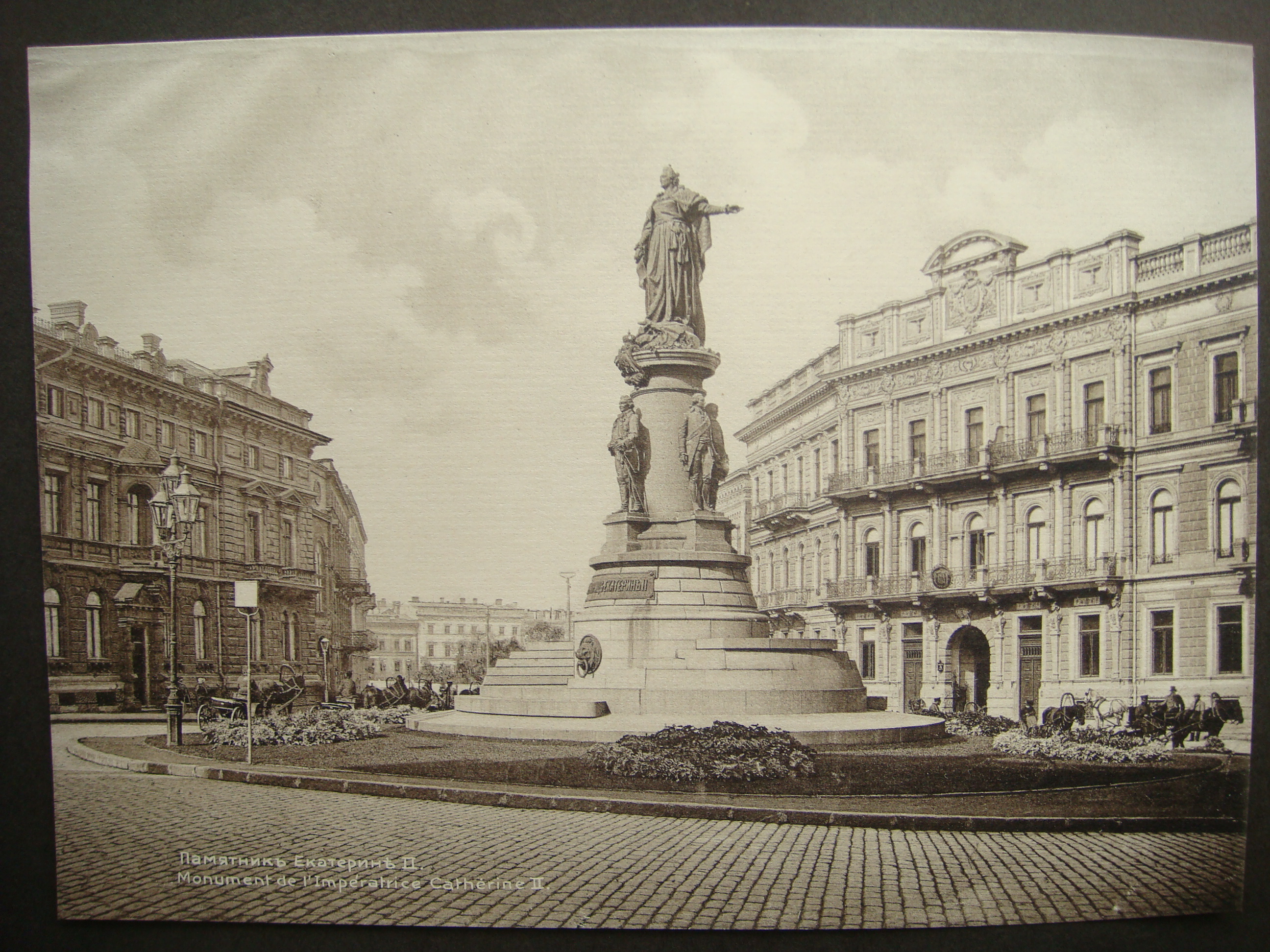
Фотография начала XX века с видом Екатерининской площади в Одессе. На заднем плане справа видны дома (ныне пл. Екатерининская д. 6 и д. 8) в которых располагалась Одесская чрезвычайка и проживали её руководители в 1919—1920 годах. Слева виден дом № 7 — комендатура и тюрьма ЧК

Оде́сская ЧК (ОГЧК) — Губе́рнская чрезвыча́йная коми́ссия по борьбе́ с контрреволю́цией, спекуля́цией, сабота́жем и преступле́ниями по до́лжности (известна также как оде́сская чрезвыча́йка) — территориальный орган ВУЧК (Всеукраинской Чрезвычайной комиссии) в Одессе, существовавший в периоды с апреля по август 1919 года, а затем с февраля 1920 года по февраль 1922 года, когда был упразднён в связи с передачей полномочий ГПУ (Главному политическому управлению).

## Предыстория
Всеукраинская ЧК была создана Временным рабоче-крестьянским правительством Украины в декабре 1918 года. 17 марта 1920 ВУЧК была преобразована в «Центральное Управление чрезвычайных комиссий по борьбе с контрреволюцией, спекуляцией и преступлениями по должности» — ЦУПЧРЕЗКОМ.
В городе во времена Одесской Советской Республики (январь — март 1918 года) была создана структура-прообраз ЧК — «Автономная коллегия по борьбе с румынской и украинской контрреволюцией» при военной секции Совета. Председателем был избран комиссар-организатор Совнаркома РСФСР Христиан Раковский. Выходившие на тот момент газеты напечатали короткое обращение данной структуры ко всем местным жителям, содержание которой было следующим: 

Будем вешать и расстреливать всех, кто посмеет задержать дорогу буйному потоку революции:5
 Всего в указанный период было бессудно казнено около 500 человек. По большей части это были никем не санкционированные уличные расправы с «буржуазией», имеющие в своей основе уголовные, а не политические мотивы, так как в отрядах красногвардейцев, на которые опиралась установленная власть, значительным был процент криминальных элементов, которых привлекала возможность безнаказанно грабить, «экспроприировать» и пр.:84
После упразднения большевистской власти австрийскими войсками, члены совета перешли на нелегальное положение. Подпольное ЧК (её функции выполняла эта автономная коллегия) возглавил Борис Северный (Юзефович). 6 апреля 1919 года Одесса была захвачена войсками атамана Григорьева, который в тот период «присягнул на верность» советской власти. В городе установилась «диктатура пролетариата», а вместе с ней в городе появился и «карающий меч революции» — ЧК.
О первом периоде деятельности этого ведомства — в 1919 году, — архивных документов практически не осталось. Бумаги комиссии пропали во время эвакуации большевиков из Одессы 23 августа 1919 года.:6

## Месторасположение и общая информация

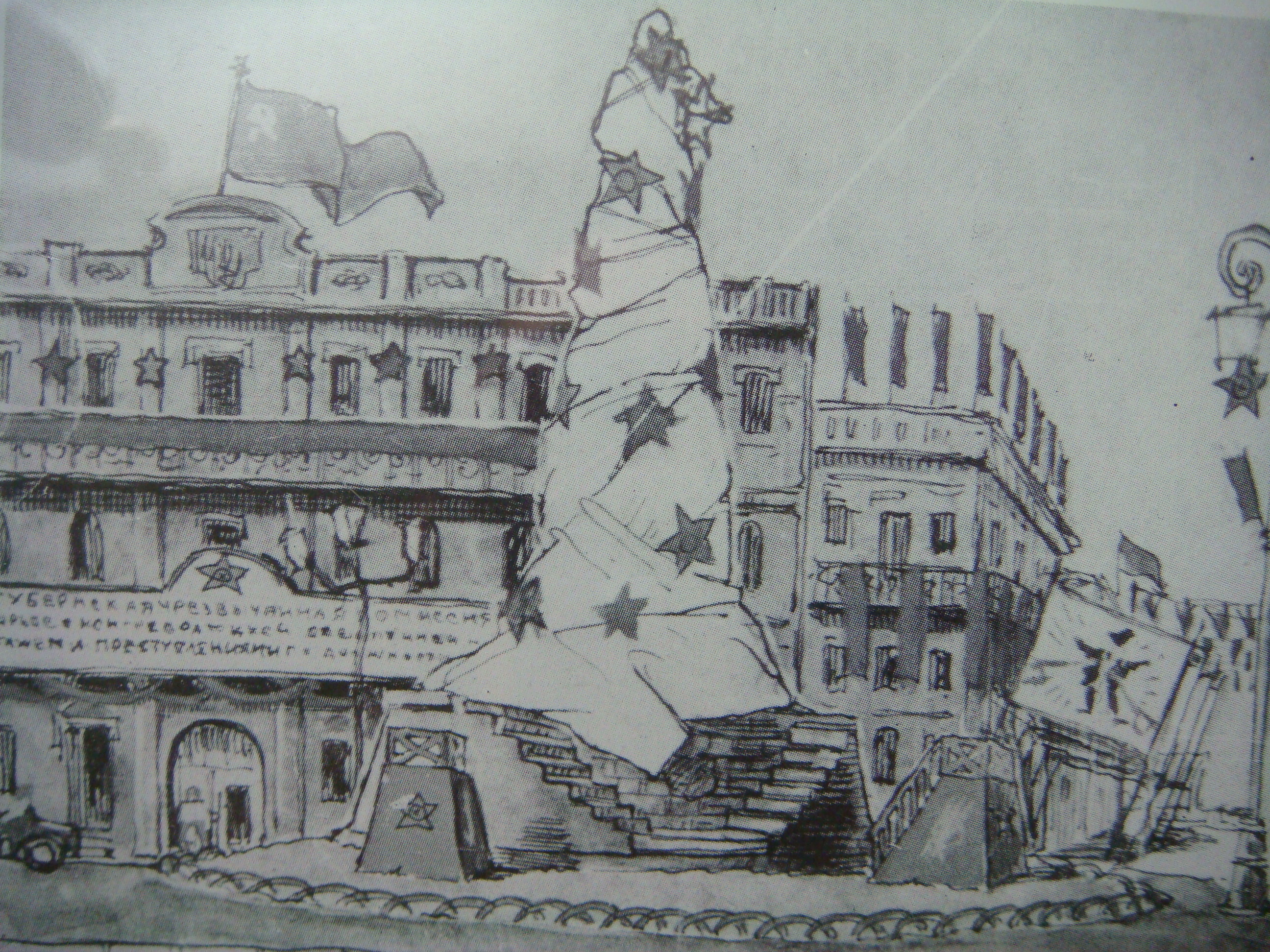
Эскиз оформления Екатерининской площади на 1-е мая 1919. На фасаде дома № 6 (за задрапированным памятником) видна вывеска «Губернская чрезвычайная комиссия по борьбе с контрреволюцией спекуляцией саботажем и преступлениями по должности». В этом здании располагалась одесская ЧК

Чрезвычайки повсеместно стремились занять под свои нужды самые лучшие здания в наиболее подходящих районах городов. С момента своего основания и по конец 1920 года (краткосрочный период большевистской власти в Одессе в 1919 году и весь 1920 год) Чрезвычайная комиссия обосновалась на Екатерининской площади, в доходных домах Ждановой:6 (ныне — пл. Екатерининская д. 6 и д. 8). В реквизированных квартирах, в которых поселилось руководство ЧК была сохранена обстановка прежних хозяев, иногда очень роскошная. Так, в квартире Председателя ЧК интерьер украшала работа кисти Айвазовского.
В доме по адресу пл. Екатерининская, 7 располагалась комендатура ОГЧК, при ней «особая тюрьма», в которой могло находиться свыше 500 заключённых.:7
Вот как описывает это место писательница Евфросинья Керсновская:

Всех юристов, весь «улов» этой ночи [20 июня 1919] — говорят, их было 712 человек — согнали в здание на Екатерининской площади, где разместилось это мрачное учреждение — Одесская ЧК. Заграждение из колючей проволоки. Статуя Екатерины Великой, закутанная в рогожу, с красным чепцом на голове. Шум. Толчея. Грохот автомобильных моторов, работающих без глушителя. И всюду китайцы. И латыши.
Прибывших выкрикивали по каким-то спискам и выводили небольшими группами по два, три или четыре человека. Отец провожал их глазами и не заметил, откуда появился человек в кожаной куртке. Он поднялся на нечто, напоминающее кафедру, полистал какой-то гроссбух…удаляющийся треск моторов. Впереди колючая проволока и узкий проход, который вьётся, огибая статую Екатерины, и поворачивает обратно — почти до самого входа…
В августе 1920 в доме по адресу ул. Маразлиевская 36 (в национализированном здании «Крестьянского банка») для сотрудников ОГЧК был открыт клуб им. товарища Дзержинского.:54
В конце 1920 года ЧК переехала на улицу Маразлиевскую, заняв целый квадрат со всеми фасадными и внутридворовыми зданиями, ограниченный с одной стороны Сабанским переулком (домом инженера Моргулиса) и улицами Маразлиевской и Канатной:15, где и просуществовала (в виде своих преемников — ГПУ, НКВД) вплоть до оставления Одессы в 1941 году.
О количественном составе ОГЧК точных сведений нет. Приблизительно оценить численность сотрудников можно по косвенным данным. Так, известны результаты распределения мясных пайков среди советских работников и рабочих летом 1920 года. Из 14 000 пайков Губпартком получил 500 пайков, 400 — Губпрофсовет и Губсовнархоз, 215 — Черноморводтран, 70 — комсомол, ГубЧК — 1035:36.
В 1920 году по национальному составу в руководстве преобладали евреи, среди рядовых сотрудников — кавказцы.:12
В первоначальный период своего существования ВЧК старалась придать своей работе вид «гласности», комиссией выпускались собственные информационные издания, такие как: «Еженедельник ВЧК», «Красный меч», «Красный террор». В местной газете «Известия Одесского Совета…» с 23 мая 1920 по февраль 1922 года почти еженедельно выходила рубрика «Деятельность ОГЧК»:36, в которой печатались расстрельные списки и пр. Многое о деятельности ЧК известно именно по этим документам.

## Одесская ЧК в красном терроре
«Красный террор» как государственная система мер борьбы с контрреволюцией был объявлен на территориях Украины, захваченных большевиками, в начале июля 1919 года, сразу после оставления большевиками Харькова. В Одессе массовый террор проводился всё время пребывания большевиков у власти, но особенно террор усиливался в периоды, когда из-за угрозы существованию большевистской власти в Одессе власть от местных советов передавалась ревкомам — временным «орудиям диктатуры пролетариата», а именно: с 4 июля по 23 августа в 1919 году, 8 февраля — 9 апреля и с 13 июня 1920 года по 17 февраля 1921 года.

### Второй «приход» большевиков — 1919 год

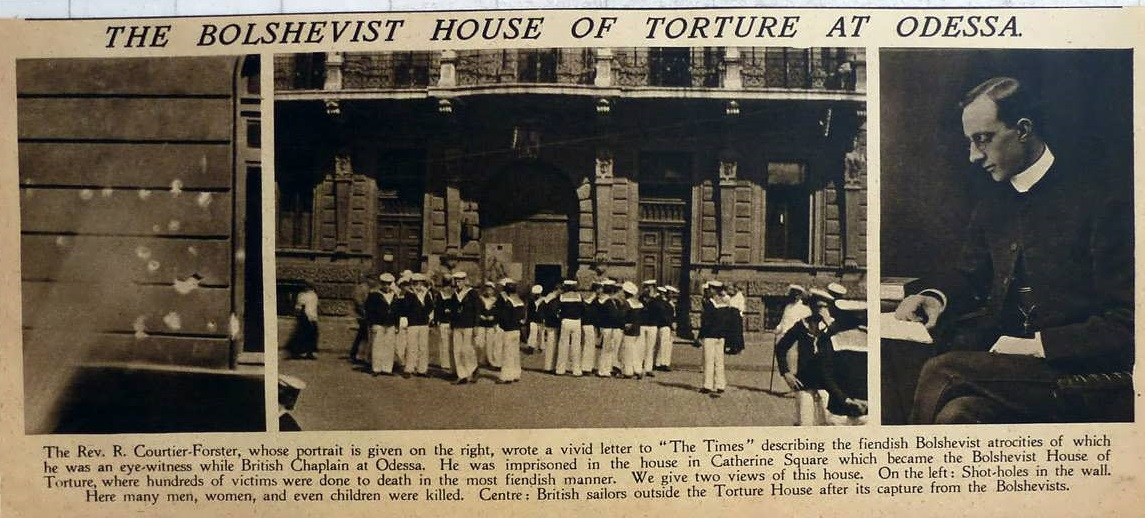
Заметка в английской The Times о зверствах Одесской ЧК в дни большевистской власти в городе. Парадный вход в здание ЧК на Екатерининской площади и пулевые отверстия в стене, где происходили расстрелы

7 апреля 1919 года по скоропалительному и необоснованному решению Французского правительства, в чью зону ответственности входил Новороссийский край, Одесса была оставлена. В городе установилась советская власть, характеризующаяся полным хаосом в управлении, слабым влиянием центральных (Москва, Киев, Харьков) органов, необузданными взятками, контрибуциями, погромами и мародёрством.
Массовые казни «противников революции» начались незамедлительно.

21 апреля
Расстрел 26 черносотенцев в Одессе... напечатан поимённый список этих двадцати шести, расстрелянных вчера, затем статейка о том, что «работа» в одесской чрезвычайке «налаживается», что «работы вообще много»…— И. Бунин. Окаянные дни
Как вспоминал доживший до 80-х годов XX века комендант ЧК Н. Л. Мер, «расстрелами занимались практически все сотрудники ЧК, дежурившие по ночам». Но в основном, как и по всей стране Советов, для казней использовали комендантский взвод ЧК. В Одесской ЧК он состоял из китайцев. Командовал отрядами китайцев негр Джонсо. Во дворе дома на время расстрелов заводили мотор грузовика, чтобы заглушать звуки выстрелов. Приговорённых к смерти раздевали донага, причём одежду сортировали, разделяли на «партии» по 10 — 12 человек и расстреливали в гараже.:10-11
Публицист Лев Нагилев приводил следующую информацию:

… расстрелы происходили не только в доме Жданова, и не только по приговорам гражданской чрезвычайки, во главе которой стоял Калениченко. Расстреливали и другие чрезвычайки, а их в Одессе было несколько: железнодорожная, береговая, особый отдел 3-й армии и т. д. Из этих чрезвычаек некоторые были известны по массовому террору. Так однажды особый отдел 3-й армии казнил 115 человек, причём для этих расстрелов был послан большой отряд китайцев за город.

Для расстрела заключённого требовалось единогласное постановление коллегии чрезвычайной комиссии, при протесте одного из членов коллегии казнь не могла состояться.
Арестованных почти не допрашивали: некоторые просиживали по 3-4 недели без всякого допроса, не зная, за что их арестовали. Одних переводили в тюрьму, других освобождали, а многих так, без предъявления всякого обвинения вели на расстрел. В своих мемуарах «Сколько стоит человек» Керсновская писала:

Наша русская интеллигенция, полностью лишённая инстинкта самосохранения, упорно не хотела верить, что расправа грозит и тем, кто не совершал дурных поступков.
Доказательством служит тот факт, что в ночь на 20 июня 1919 года все юристы Одессы (судейские) были арестованы на своих квартирах и расстреляны в ту же ночь. В живых, говорят, остались только двое: барон Гюне фон Гюненфельд и мой отец.

Всех юристов, весь «улов» этой ночи — говорят, их было 712 человек — согнали в здание на Екатерининской площади, где разместилось это мрачное учреждение — Одесская ЧК…
Современные исследователи считают, что за лето 1919 года одесской ЧК было казнено около 2-х тысяч человек и до 10 тысяч прошли через аресты.:181

### Третий «приход» большевиков — 1920 год
От Одесского ЧСК
25 февраля 1920 года
В последнее время в городе от имени ЧСК производятся аресты и обыски, причём предъявляются ордера с треугольной печатью. Одесская губчека ещё раз напоминает, что ордера на аресты и обыски действительны лишь за подписью товарищей Северного и Юрко, причём на ордере должна быть круглая печать комиссии. До начала производства обыска каждый комиссар дома, оставляя в квартире, где должен производиться обыск, пришедшего сотрудника совместно со смотрителем дома, по телефону проверяет правильность ордера. Каждый обыск производится в присутствии комиссара дома и двух понятых, подтверждающих правильность составленного протокола.
Текст воспроизводится по: :16-17

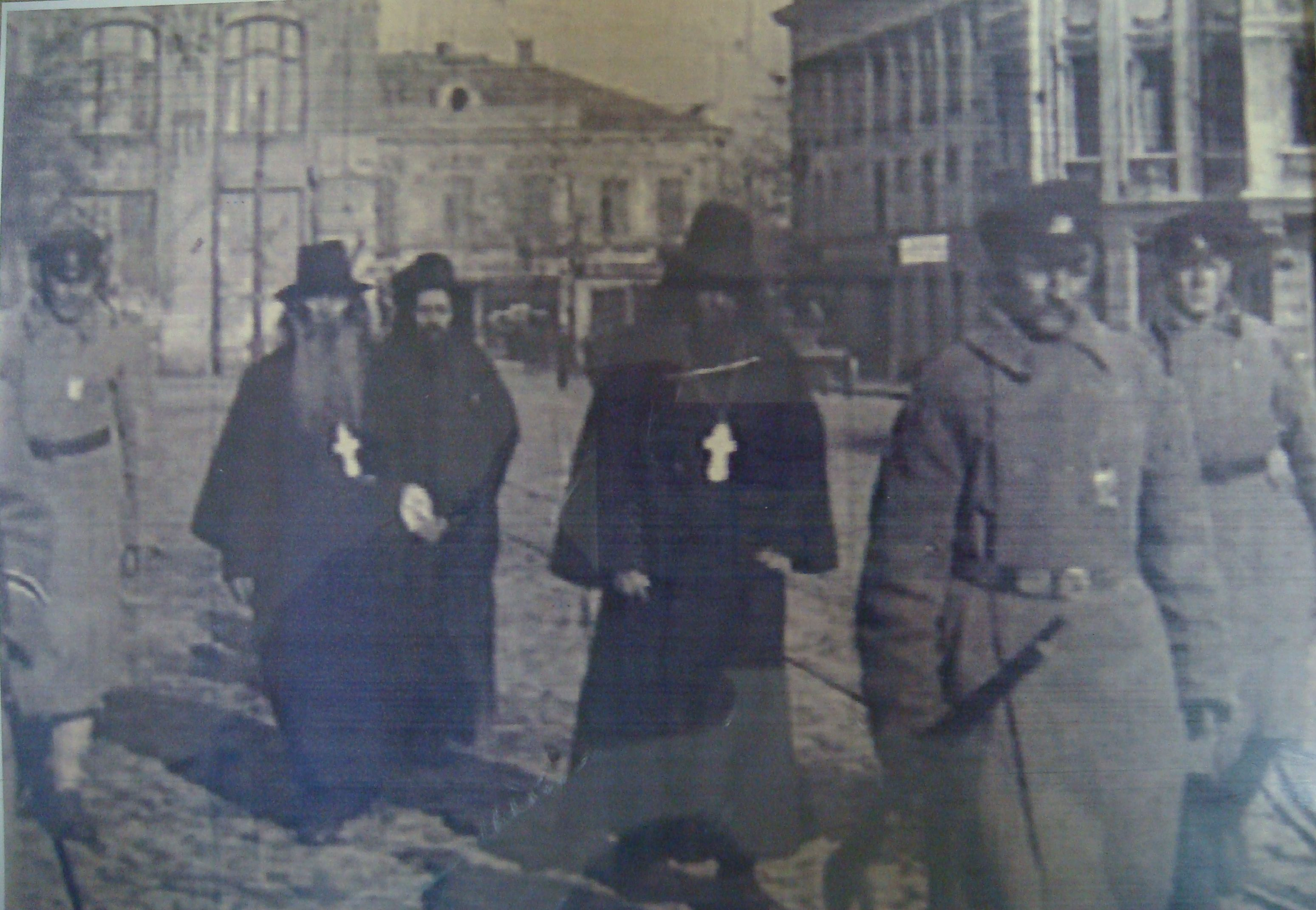
Кадр кинохроники. Арестованные священнослужители на Греческой площади. Весна 1920 года. Экспонат музея Христианская Одесса

6 февраля 1920 года войска добровольцев оставили Одессу. Уже 10 февраля в городе начала работать ЧК под председательством Северного (Юзефовича). Первые две недели, пока действовал запрет на смертную казнь, принятый советской властью в пропагандистских целях, ЧК и ревтрибуналы были сильно скованы в своих карательных мерах и им приходилось прибегать к расстрелам на местах, «при попытке к бегству». Именно таким образом расправились с чинами киевской государственной стражи, которые не смогли эвакуироваться из города, генералом Шеллом, который был начальником отрядов самообороны одесских немцев-колонистов, следователем деникинской контрразведки Лебедевым.:15 Однако уже 26 февраля смертная казнь была восстановлена декретом Губревкома.:14-15
3 марта в Одессу из Киева, Москвы, Саратова, Харькова, Иваново-Вознесенска прибыл отряд опытных чекистов в составе 79 человек под руководством Станислава Реденса:13. Заместителями Реденса стали Макс (Мендель) Дейч и Леонид Заковский.
Одесское губстатбюро опубликовало статистические данные за 1920 год. В тех данных была и статистика от ЧК. За 11 месяцев советской власти в Одессе в 1920 году ЧК было арестовано 10 225 человек. Из них: расстреляно — 1418, отправлено в концлагеря — 1558, освобождено — 4644 человек. Об оставшихся — 2605 душ — ничего в отчёте не говорится.:22 Другой источник сохранившихся официальных данных показывает несколько иные, но в целом схожие цифры: за 1920 год с формулировкой «за уголовный и политический бандитизм» расстреляно 1477 человек.:301 Сами одесские чекисты провели в 1921 году конференцию «Итоги и практика годичной деятельности Одесского губчека», на которой озвучили такие цифры: за первые 8 месяцев работы арестовано 8000 человек, из них 700 человек расстреляно с формулировкой «контрреволюция и белогвардейщина», 3000 отправлены в лагерь.:301
Концентрационные лагеря для заложников и врагов советской власти были созданы на территории бывшего Одесского кадетского корпуса (летом 1920 в нём находилось 1200 заключённых):45 и в селе Берёзовка под Одессой.:303 В августе 1920 в Одессу прибыли иностранные делегации участников II Конгресса III Интернационала, проходившего в Москве. Им был показан и концлагерь. Как писали одесские газеты, иностранные коммунисты заявили, что «лагерь во всех отношениях не уступает первоклассному курорту».:44
Современные исследователи считают, что за 11 месяцев 1920 года ОГЧК арестовало 10 — 13 тысяч человек, из которых около 2 тысяч человек было казнено.:300-305
Заступился за меры, применяемые чекистами, нарком просвещения тов. Луначарский — находясь в Одессе и получая многочисленные жалобы на бесчинства, творящиеся в ЧК, он, тем не менее, написал письмо тов. Ленину с просьбой, чтобы «тов. Дзержинский приехал в Одессу и поддержал своим огромным авторитетом местную ЧК». Долго поддержки ждать не пришлось — тов. Дзержинский направил тов. Реденсу письмо, в котором, в частности, писал, что «всё, что я слышал о вашей работе, свидетельствует, что вы полностью на месте…».:303,304
«Железный Феликс» лично прибыл в Одессу в июне 1920 года и потребовал от местных товарищей «активизации борьбы с контрреволюцией». Последовал всплеск террора. Отвечая конкретными делами на призыв своего начальника, одесские чекисты, как вспоминал зам. ГубЧК тов. П. Подзаходников «уничтожили многочисленные контрреволюционные организации с сотнями членов».:306
Террор принял такие масштабы, что конференция беспартийных, проходившая в октябре 1920, потребовала ликвидировать ЧК. Вот как, согласно публикации в газете «Известиях Од. совета…», ответил на эти нападки Председатель ОГЧК: 

«Говоря о смертной казни, тов. Дейч указал, что фактически в рамках работы ЧК нет смертной казни, а есть расправа с теми контрреволюционными элементами, которые стоят на пути строительства рабочего государства…о необходимости гласного суда тов. Дейч указал, что в настоящий момент это не возможно.»
:57

### Палачи
- М. Вихман — палач ЧК. Был казнён самими чекистами «за садизм».[1]:11
- Л. М. Заковский — заместитель начальника ОГЧК и начальник Особого отдела. Искусный провокатор, не чистый на руку.[1]:57
- Венгр по фамилии Ремовер. Самовольно расстрелял 80 человек. Его судили, но признали «душевнобольным на почве сексуальной извращённости».[1]:21
- К. Г. Саджая-Калениченко — начальник Особого отдела. Начальник ОГЧК летом 1919 года. Ему принадлежит такая фраза: «Контрреволюционеры — не люди, а звери. А зверей нужно истреблять и я истребляю их».[1]:6
- В. И. Яковлев — палач ЧК. В 1920 на месяц был назначен председателем ОГЧК. Известен тем, что расстрелял собственного отца, посчитав его «контрреволюционером». Мать, узнав об этом, повесилась.[1]:21
- Некая женщина-палач, специализирующаяся на расстрелах офицеров. В одних источниках проходит как бывшая актриса Дора Любарская, в других как Дора Евлинская (Явлинская) или Вера Гребенщикова. Её называли «главным палачом одесской чрезвычайки», она якобы казнила от 400 до 700 человек и собственноручно пытала свои жертвы. В газете «Одесский листок» от 24 сентября 1919 года была опубликована информация об её аресте, а в январе 1920 года она была казнена[1]:7,11;[2]:178;. Впрочем, реальность её существования вызывает сомнения[14].
- Матрос Абаш, латыш по национальности. По свидетельству Л. Нагилёва, большинство казней в Одессе были совершены при его участии. Среди его жертв — генерал Эбелов, купец 1-й гильдии Кальфа, купец 1-й гильдии Зусович, несколько немецких колонистов. По свидетельству того же автора, Абаш не скрывал, что президиум ЧК за каждого расстрелянного выдаёт палачу от 500 до 1000 рублей и в собственность вещи казнённого.[15]

### Жертвы
- А. А. Алехин — один из сильнейших шахматистов мира. Находился в Одессе летом 1919 года. Был задержан ЧК. Приговорён к расстрелу «за связи с белогвардейцами». Освобождён после личного вмешательства председателя Совнаркома Украины Христиана Раковского (по другой версии — Дмитрия Мануильского).
- Г. Г. Горшков — один из первых российских воздухоплавателей.
- П. Я. Дорошенко[укр.] (укр. Дорошенко Петро Якович) — культурный и политический деятель Украины. Министр культуры в правительстве гетмана Скоропадского. Его заместитель.
- И. И. Дусинский — русский историк.
- С. В. Левашов — профессор медицины, председатель Общества одесских русских врачей.
- Х. М. Матвеев — городской голова города Николаева.
- И. М. Поддубный — артист цирка. В 1920 г. приговорён к расстрелу, но затем отпущен.
- А. Ф. Рагоза — генерал Российской Императорской армии. Военный министр в правительстве гетмана Скоропадского.
- И. Е. Ракович — член Государственного Совета по выборам, Подольский губернский предводитель дворянства.
- М. И. Эбелов — генерал, бывший Одесский генерал-губернатор и начальник Одесского военного округа.

## Террор по национальному признаку
Террор ЧК в Одессе носил не только классовый и партийный характер. Дважды были всплески террора по национальному признаку, оба раза в отношении поляков. Так, летом 1919 года, во время польского наступления, ОГЧК арестовала около одной тысячи этнических поляков, при арестах многие из них были жестоко избиты. Часть арестованных была задержана и содержалась в качестве заложников.:180.
Ситуация повторилась в 1920 году во время польского наступления на Украину. Всем полякам от 16 до 65 лет (без различия пола и возраста) было приказано 11 июня явиться в бюро регистрации ОГЧК по ул. Кондратенко № 1.:50 Все явившиеся на регистрацию были арестованы и отправлены в концлагерь в качестве заложников. Многие из них были освобождены только в середине ноября 1920 года.:57

## Разгром антибольшевистского подполья
В июне 1919 года была раскрыта и уничтожена подпольная монархическая организация «Русский народный союз» под предводительством Дусинского. Из 30 арестованных 16 было расстреляно.
За несколько дней до падения в Одессе большевистской власти в августе 1919 года чекистам удалось арестовать лидеров офицерской организации полковника Саблина, готовивших вооружённое восстание. Только благодаря начавшейся десантной операции Добровольческой Армии и переходу на сторону белогвардейцев грузинского отряда комендатуры ВЧК — «летучей дружины» — захватившего Особый отдел и тюрьму ОГЧК, арестованные были спасены.
Весной 1920 года подразделения Червоной Украинской Галицкой армии отведённые для переформирования в район Тирасполь — Любашёвка, решили перейти на сторону наступающих петлюровско-польских войск и подняли восстание против советской власти. Они захватили Тирасполь и ряд других населённых пунктов, перебив комиссаров. Когда в Одессе стало известно о восстании, ЧК арестовало всех военнослужащих ЧУГА, находящихся в городе (более 6 сот человек). Было составлено дело «петлюровской военной организации», по которому казнено несколько десятков людей. Все части ЧУГА было решено вывести из Одессы. Во время погрузки в вагоны на Одесском ж.д. вокзале они, вместе с семьями, были расстреляны из пулемётов отрядом чекистов. В газетах было заявлено, что они «пали жертвой гнева рабочего класса, возмущённого их предательством»:295,296
23 мая 1920 была ликвидирована офицерская организация полковника Гусак-Гусаченко (бывший командир 2-го конного Дроздовского полка). Члену ударной группы Мартынова (об ударной группе см. ниже раздел Ликвидация бандитизма) удалось, под видом уголовника, узнать о существовании подпольной организации деникинских офицеров — они вербовали представителей уголовного мира для вооружённого выступления против советской власти — и войти в члены организации, быстро познакомившись с её руководителями. Организация была ликвидирована.:45 54 её члена — расстреляны.:305
Тогда же было разгромлено одесское отделение Шульгинской «Азбуки». Из 46 арестованных 21 был расстрелян.
Тогда же по «делу POW» было арестовано около 100 человек. В августе большинство из них было расстреляно. Среди казнённых были гимназисты 15 — 16 лет и женщины:305, кадеты и воспитатели Одесского и Полоцкого кадетского корпуса польской национальности — среди прочих полковники Овсянников, Бышевский, Снитко, штабс-капитан Миляев, кадет Кочмаржевский.
Зимой 1920/21 годов были казнены многие военнопленные врангелевской армии и прошла волна арестов ранее зарегистрировавшихся офицеров — для выявления «неблагонадёжных». Так как гражданская война на Юге России к этому времени уже закончилось, это не было вызвано какими-то соображениями текущего момента, кроме как мести властей за прошлое.:306
Летом 1921 года была разгромлена офицерская организация полковника Евстафьева. Тогда же уничтожена польско-румынская шпионская сеть. Впрочем, есть мнение, что никакой «организации» и никакой «сети» не было, а имела место провокация чекистов (провокации применялись чекистами повсеместно) — прибывшие из Москвы агенты ЧК, работающие под прикрытием Наркомздрава, предлагали бывшим офицерам вступить в антисоветскую организацию, для поддержки скорого наступления через Румынию на Украину Русской Армии барона Врангеля. Вскоре всех заинтересовавшихся этим предложением арестовали (194 человека) и расстреляли (около ста человек).:306

## Разгром идеологических противников большевизма
Формально, власть в «Стране Советов» должна была принадлежать выборным органам — советам. На деле большевики вели политику «партийной диктатуры», уничтожая своих политических оппонентов. Так как с правыми партиями было покончено ещё в 1918 году, то в описываемый период большевики вели борьбу со своими левыми политическими «попутчиками», которые традиционно имели очень большое влияние в Одессе. В первых Советах Одессы, выбранных действительно демократически, большинство имели эсеры и меньшевики. В 1919 и 1920 годах, уже при полном большевистском контроле, также проходили выборы в советы, но к голосованию не допускались «враждебные пролетариату» сословия и классы, представителей которых в Одессе было до 30 % от общего числа избирателей. Но даже при таких «выборах» большевики не получали в Одесском совете большинства. Каждый раз после этого, поправ волю избирателя, неудовлетворённые результатами выборов, большевики попросту изгоняли из «советов» неугодные партии — меньшевиков и правых эсеров.
Разгром ещё формально не запрещённых партий, участвующих в тот момент в политической жизни «страны советов» был поручен ЧК.

### РСДРП — меньшевики
Вот как писала о меньшевиках и правых эсерах газета одесских коммунистов «Большевик» в марте 1920 года: 

Меньшевики и правые социал-революционеры (эсеры) — это партия лакеев, прихвостней капиталистов и помещиков, партия предателей трудящихся, партия, создавшая правительство Керенского. Им нет места в рабоче-крестьянской семье.:12
Одесские меньшевики были обвинены в сотрудничестве с деникинцами. Сразу же после возвращения советской власти в Одессу в феврале 1920 было арестовано 68 членов партии (всего в Одессе было около 700 активных членов). В августе ещё 30, а в октябре ГубЧК заявила о ликвидации РСДРП в Одессе. Арестованные отправлялись в концлагерь или высылались в Грузию, где меньшевики были у власти.:285 Последний удар по партии меньшевиков, добивший её, в Одессе пришёлся на время Кронштадтского восстания. В связи с ним было арестовано 70 членов партии и 113 «шептунов» — то есть людей, которые просто обсуждали это событие. 86 шептунов, осознавших свою ошибку, были отпущены.:65

### Анархисты
До конца 1920 года большевикам приходилось считаться с анархистами Одессы, так как им был необходим союз с махновскими формированиями в борьбе с Русской Армией Врангеля. Однако уже тогда действовала установка собирать на анархистов материалы уголовного характера, чтобы в любой момент их можно было арестовать по уголовным обвинениям. Ещё в феврале 1920 года Одесский губком КП(б)У в циркуляре писал об анархистах: 

…не считаться с ними как с серьёзными политическими друзьями и противниками.
По ликвидации махновцев были разгромлены и одесские анархистские организации.:287 В феврале 1921 года в Одессе против анархистов была проведена спецоперация, по итогам которой было арестовано 30 человек. В отчёте Одесской ГубЧК писалось, что за период 1 января — 1 ноября 1921 года главной заслугой чекистов в борьбе с анархизмом стала ликвидация «анархо-бандитской» группы Александровича, коменданта управления Юго-Западной железной дороги, которая выполняла «анархо-махновские задачи». В состав группы входила охранная команда железной дороги в количестве 35 человек. Также чекистами была ликвидированная анархистская группа железнодорожных грузчиков, возглавляемая бывшим членом «Чёрного флага», а затем депутатом горсовета В. Дубиным (Крикливым).

### БундиПоалей Цион
Еврейское население составляло значительный процент жителей дореволюционной Одессы, поэтому не удивительно, что еврейские общественные и политические объединения играли значительную роль в жизни города. По мере укрепления своего положения, советская власть начала борьбу с национальными движениями, чуждыми доктрине большевистского «интернационала». В 1920 году многие члены еврейских политических организаций Одессы были арестованы ЧК по обвинению в сионистской деятельности, их печатные издания закрыты. Синагоги превращались в «еврейские клубы», а в последующем, чаще всего, в спортзалы.

### Эсеры
В Одессе была одна из самых сильных на Украине городская организация ПСР, занимающая непримиримую позицию к большевизму и насчитывающая около 300 активных членов. В 1920 году ЧК арестовала 120 из них.:286

### Украинские левые партии
Многочисленные мелкие украинские левые партии были либо поглощены КП(б)У (борьбисты и боротьбисты), либо заняли по отношении к большевикам враждебную позицию, поддерживая сельских повстанцев, агитируя за всеобщее восстание против большевистской диктатуры. В сентябре 1920 года Украинская партия левых эсеров проводила свой съезд, в ходе которого все делегаты были арестованы ЧК и отправлены в концлагерь.:286

## Ликвидация бандитизма
Сразу после занятия Одессы большевиками в феврале 1920 начальник милиции Шахворостов заявил, что в городе находится до 40 тысяч зарегистрированных бандитов. В. В. Шульгин, живший тогда в Одессе, называл другую, но тоже внушительную цифру — около 2 тысяч. В Одессе того периода по ночам не стихала пистолетная и ружейная стрельба. Стреляли не только в пригородах, но даже на центральных улицах города. По сводкам за советский период 1920 года уголовники совершили 56 убийств, 130 вооружённых нападений и было зарегистрировано 4,5 тысячи краж. Одесская милиция образца 1920 года, несмотря на свою многочисленность — две с половиной тысячи сотрудников — представляла собой жалкое зрелище и справиться с бандитизмом не могла. За дело взялась ЧК. Губревком, которому принадлежала вся власть в городе, издал приказ, в котором, в частности говорилось: «Всех, кто будет заниматься грабежами при Советской власти, Губревком будет беспощадно расстреливать. На действия прошлого времени — царизма и деникинщины — этот приказ не распространяется».
Так как нормальная торговля была полностью разрушена, то подавляющему большинству населения, чтобы хоть как-то прокормить себя, приходилось заниматься той её формой, которая легко подпадала под определение «спекуляции». ОГЧК заявила, что «спекулянты будут рассматриваться и как спекулянты, и как контрреволюционеры».:16 Особых размеров достигла валютная спекуляция, ослабляющая и так шаткие, из-за не останавливающегося печатного станка, позиции советских денег.

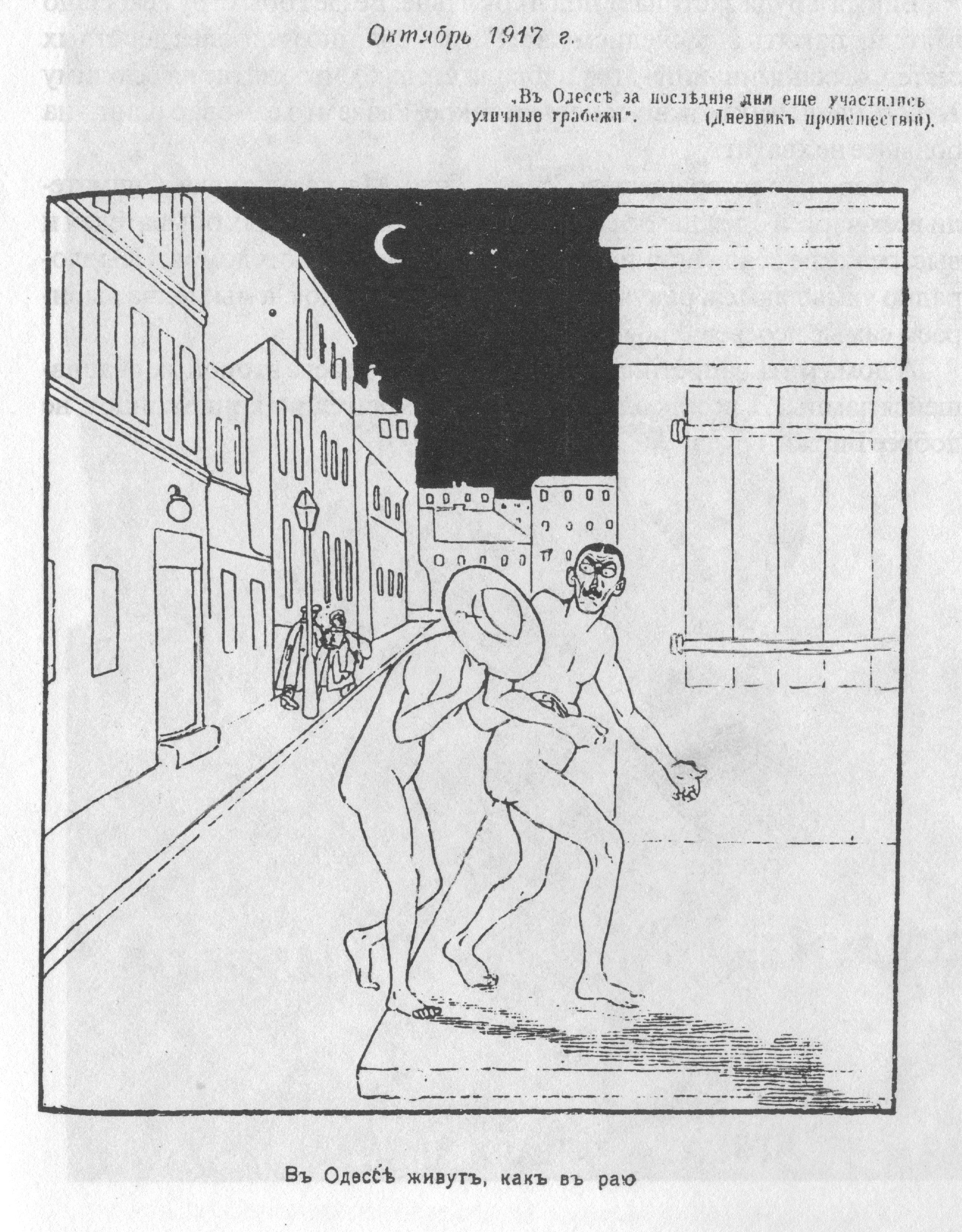
В Одессе живут, как в раю. Бандитизм на одесских улицах. Российская республика
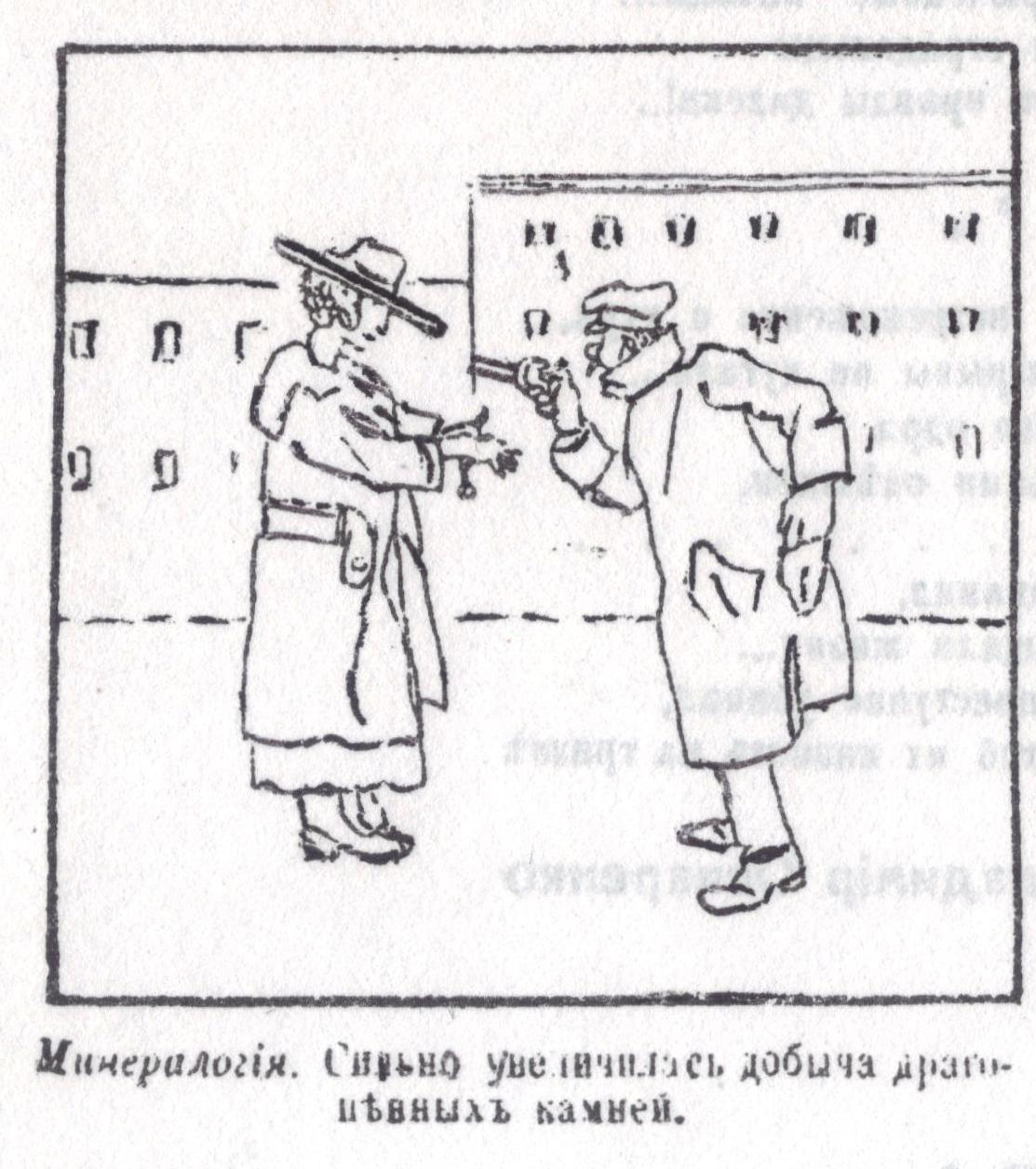
Одесский налётчик, «добывающий» драгоценные камни. Одесская республика
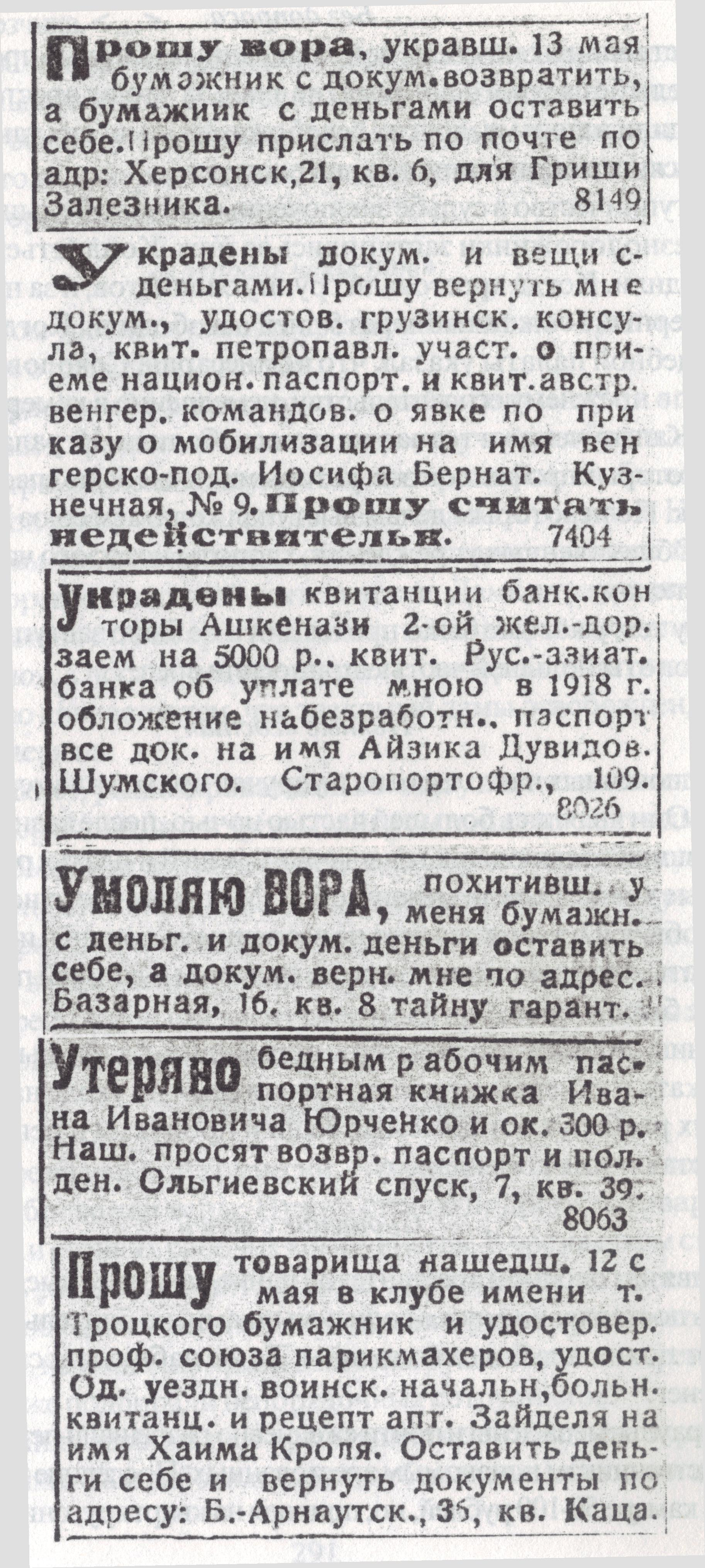
Умоляю вора…
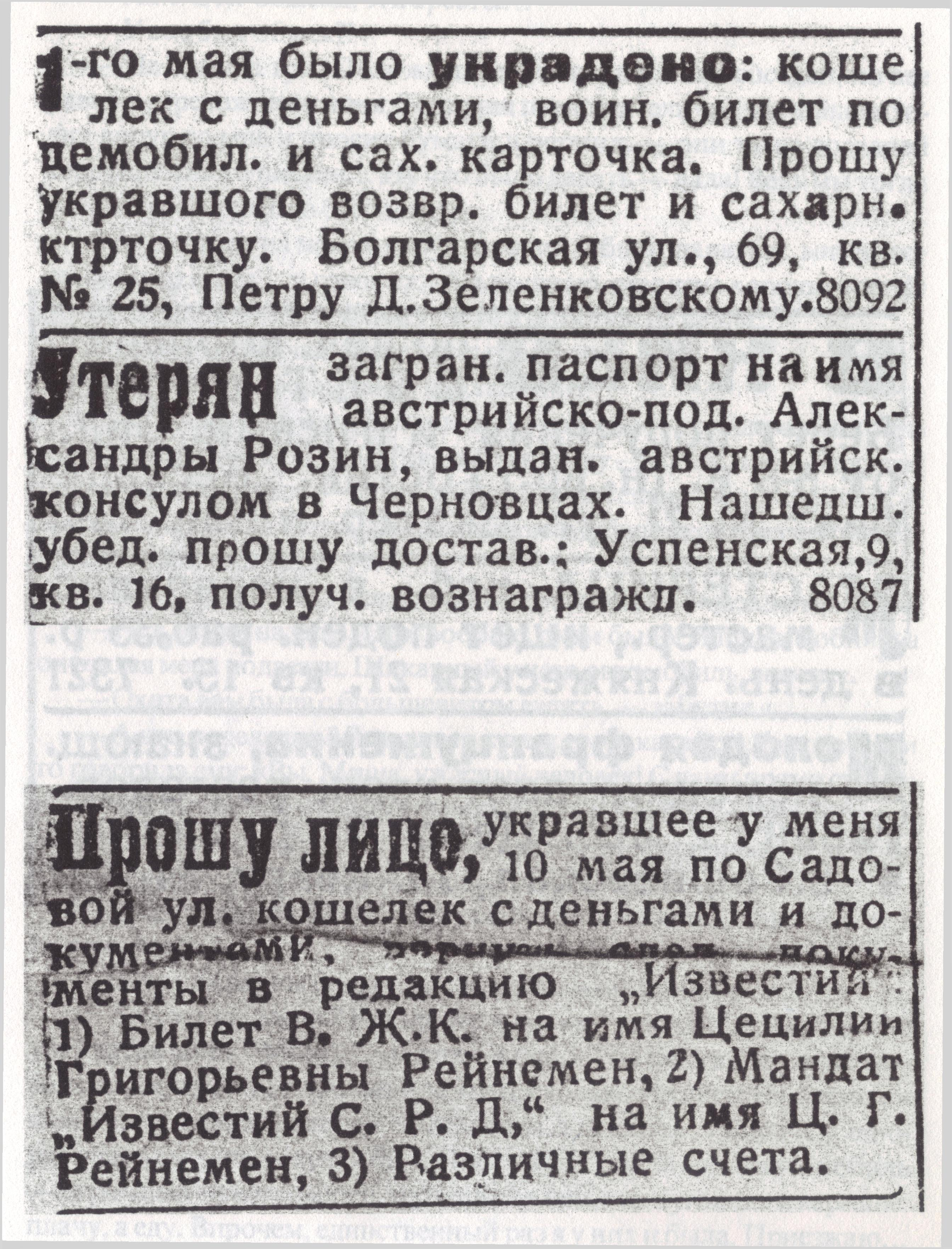
Просьбы к одесским ворам вернуть украденное. РСФСР

Первый удар чекистов по уголовному миру Одессы после установления советской власти в 1920 году пришёлся именно по подпольной валютной «бирже», сосредоточением которой был район в самом центре Одессы возле кафе Фанконии и Робина. Тут же собирались разнообразные спекулянты. Кроме запрещённых валютных операций здесь был центр заказа и сбыта разнообразных фальшивых денег и документов — пропусков, мандатов, справок, по которым пробовали «легализовать» себя в советской жизни или воспользоваться ими для побега из «совдепии» различные «недобитые буржуи». 1 марта 1920 весь центр города на несколько кварталов от Фанкони и Робина были оцеплены и задержаны все, кто оказался в этом квадрате, всего более тысячи человек, из которых около 50 было расстреляно, большинство отпущено.

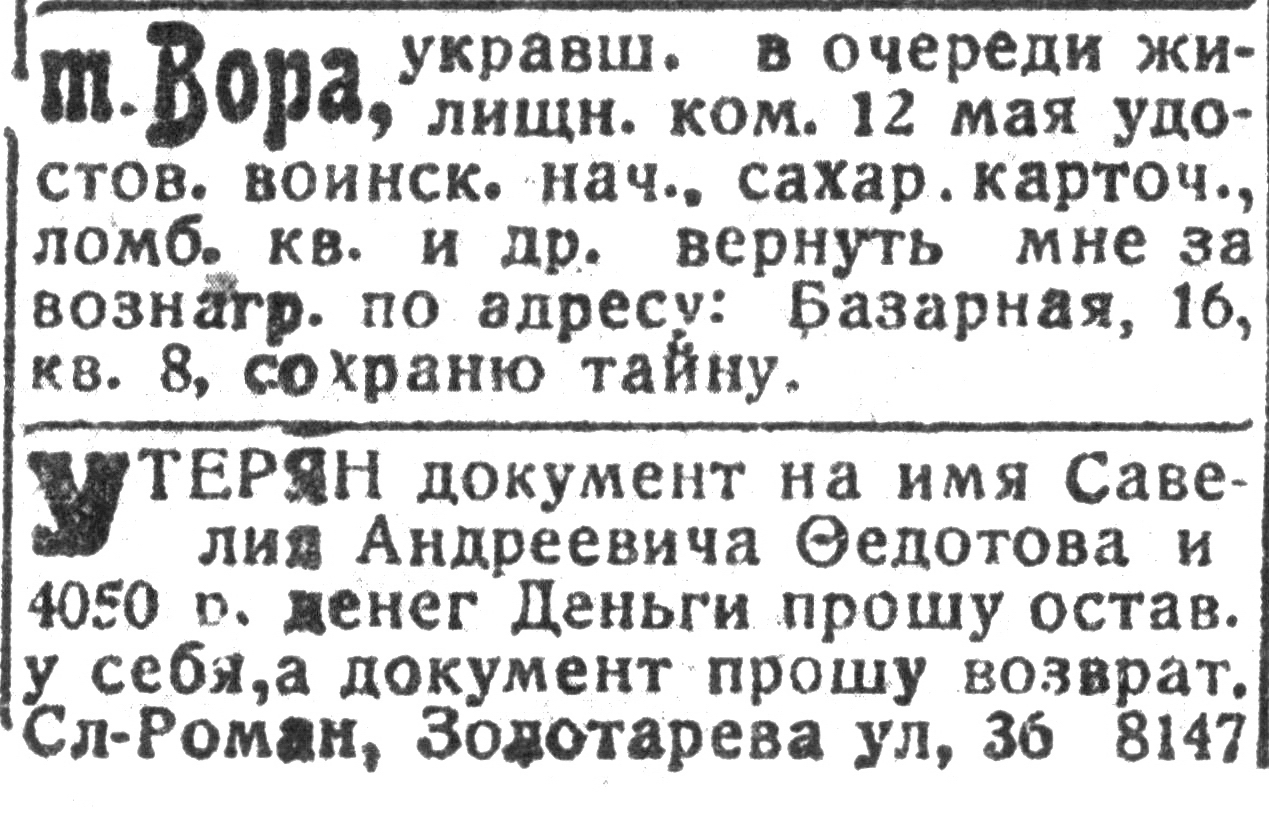
Прошу товарища Вора… 1919

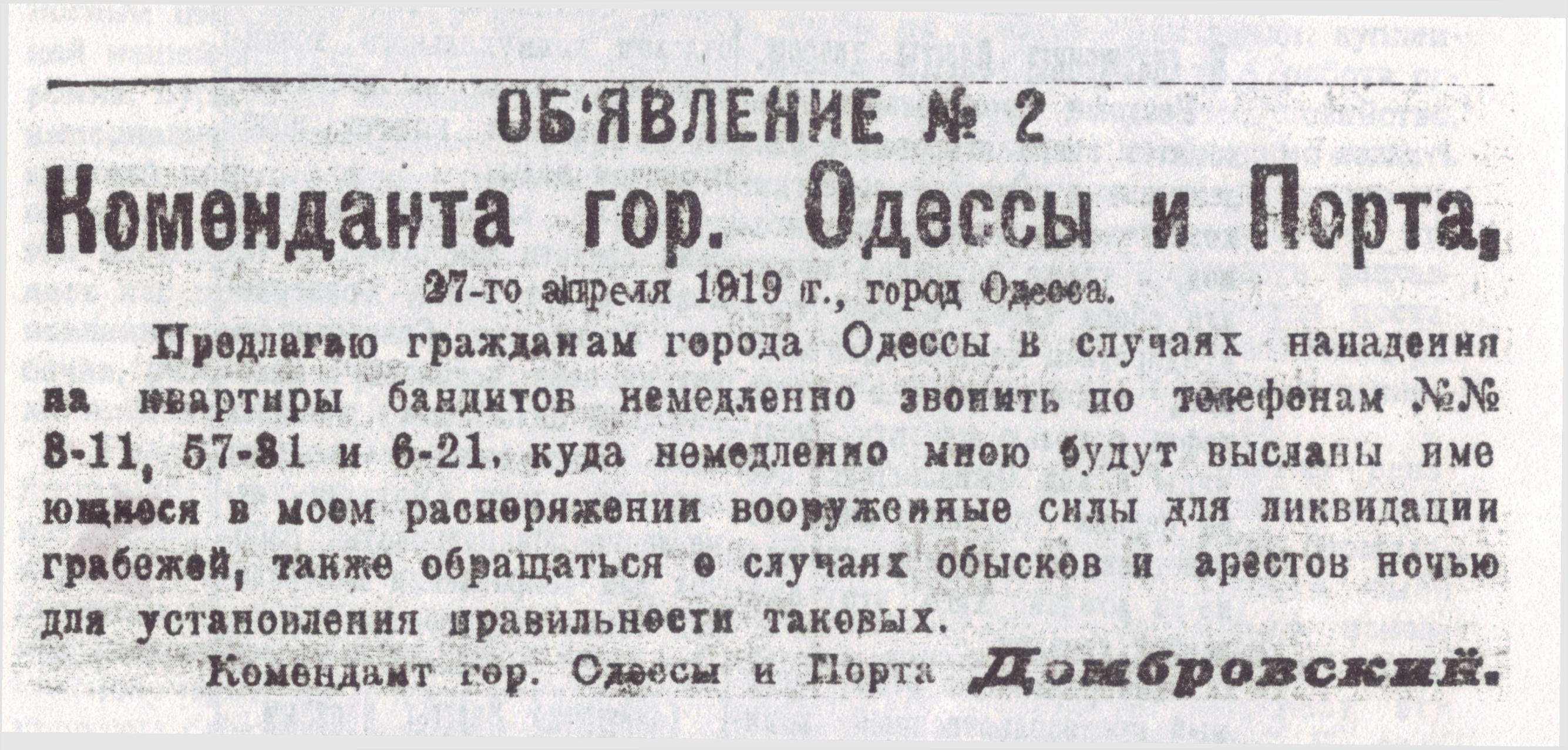
Объявление красного коменданта Одессы: о налётах бандитов на квартиры звонить… 1919

Шульгин даёт такую картину Одессы мая 1920 года: 

Огромное количество людей в Одессе занималось спекуляцией на деньгах. Да могло ли это быть иначе? Куда могли деваться эти «кошмарические» стада всевозможных биржевиков, которые наполняли [кафе] Фанкони и Робина и густой толпой стояли на углу Дерибасовской и Екатерининской, торгуя кокаином, сахаром и валютой?
Одесская чрезвычайка вела с ними борьбу, многих расстреляла, но остальные продолжали работать. Но, разумеется, теперь работа шла в самом строгом подполье.:134-135
В июле на спекулянтов и фальшивомонетчиков была произведена ещё одна поголовная облава. На этот раз было задержано почти две тысячи человек, из которых 403 были осуждены.
Нужно также заметить, что присылка в Одессу отряда чекистов во главе с Реденсом в марте 1920 года, объяснялась необходимостью положить конец бандитизму.
Ещё в конце 1919 года для борьбы с бандитизмом на Украине ЧК сформировала «Особые Ударные группы по борьбе с политическим и уголовным бандитизмом», которые перемещаясь из города в город, истребляли тех, с кем боролись. Такая группа во главе с Фёдором Мартыновым прибыла в Одессу в марте 1920 года. Преимуществом членов этой группы было то, что они, будучи чужими людьми, были не знакомы местным бандитам, могли выдавать себя за «уголовников-гастролёров» и входить в доверие к местным уголовным «авторитетам».
Таким образом, были завлечены в засаду (мнимые «уголовники» предложили ограбить управление Водного транспорта на Дерибасовской улице — позднее здание ЧМП) члены одной из банд. В других случаях «гастролёры» проникали на воровские «малины», которые после подвергались уничтожению. За короткий срок члены отряда Мартынова уничтожили 80 матёрых рецидивистов.
Шульгин, будучи твёрдым противником советской власти, вынужден был констатировать: «…большевики справились весьма быстро. И надо отдать им справедливость, в уголовном отношении Одесса вскоре стала совершенно безопасным городом».:130 8 мая 1920 Особая Ударная группа покинула Одессу, направившись искоренять политических врагов советской власти и уголовный мир Николаева.
Вторая «чистка» Одессы от уголовников произошла осенью 1920, начавшаяся в октябре грандиозной (в ней приняло участие 620 солдат, милиционеров, чекистов) облавой в криминально-неблагополучном районе Одессы — Молдаванке — и закончившаяся в ноябре, уничтожением банды «Чёрного Сокола» — уголовника Соколова — скрывавшейся в одесских катакомбах и специализировавшейся в дерзких нападениях на советские учреждения.
Всего в 1920 году около сотни одесских уголовников было убито во время облав и на месте совершения преступлений, около 600 арестовано, из них 89 расстреляно.

## Разгром рабочего движения
Об отношении рабочих Одессы к советской власти можно судить по вот такой, например, выдержке из секретной сводки ЧК: «отношение рабочих к советской власти — отрицательное, что усугубляется экономическим положением и полной политической безграмотностью рабочей массы».:20 Отношение чекистов к этой «массе» было соответствующим.
В мае 1920 года рабочие одесского судоремонтного завода РОПиТа (одно из крупнейших промышленных предприятий города того времени) объявили забастовку. Поводом послужили невыплаты заработной платы, аресты и бессудные расстрелы, отсутствие самых необходимых товаров и дороговизна. Рабочие завода не были в числе сторонников советской власти. Ропитовцы бастовали ещё в июне 1919 года, протестуя против диктатуры большевиков, реквизиций (проще говоря — узаконенного властями грабежа) и массовых расстрелов ОГЧК:194, а в сентябре того же года Главнокомандующий ВСЮР Антон Деникин, посетив освобождённую добровольцами Одессу, побывал именно на заводе РОПиТа, где произнёс речь перед рабочими, а маляр Стёпин преподнёс ему от рабочих завода хлеб-соль и поздравительный адрес Добровольческой Армии. Одесский Губком 22 мая постановил: «Утвердить Постановление Черноморводтрана о закрытии завода РОПиТ для набора абсолютно надёжных рабочих и служащих. Несоветский элемент сдать в тыловое ополчение, направить их в Харьков. Вновь принятые рабочие за временное закрытие завода получают жалование полностью…» 23 мая ЧК провела на заводе обыск. Были найдены эсеровская литература и оружие, а также «подпольная антисоветская организация». Зачинщики забастовки были арестованы и отправлены в концлагерь.:18

## Подавление крестьянских выступлений

### В 1919 году
Летом 1919 года положение большевиков повсеместно ухудшилось. Одесса была объявлена на осадном положении, а местные советские власти, предчувствуя, что им придётся оставлять этот регион, пытались перед уходом извлечь из него все ресурсы. 24 июня «Комитет обороны» приказал начать сбор нового урожая и ввёл обязательную продразвёрстку — сдаче продотрядам подлежал весь новый урожай и все остатки урожая прошлого года. Крестьянам не предусматривалось ничего. Кроме того, советская власть проводила поголовную насильственную мобилизацию в Красную армию — мобилизовать хотели всех мужчин в возрасте от 18 до 45 лет.
Это вызвало ещё не виданные крестьянские выступления. Первыми восстали немецкие колонии.
Возглавили восстание генералы Фольк и Шелл. Восстание происходило под лозунгами «Вся власть Учредительному собранию!», «Нет продразвёрстке!», «Нет мобилизации в Красную армию!», «За вольные Советы без коммунистов и ЧК!».
К восставшим немцам присоединились русские, малороссийские, болгарские, старообрядческие сёла. Одесса оказалась в кольце восставших крестьян, которые в пик своего успеха имели до 15 000 штыков и сабель, пулемёты и даже 2 орудия. Восставшие жестоко расправлялись с местными коммунистами и членами продотрядов, попавшими к ним в руки. Когда против них были брошены части РККА, восставшие не брали в плен красноармейцев. Раненых добивали, часто издеваясь и пытая.
Регулярным частям Красной армии и срочно собранным одесским отрядам коммунистов, уголовников, анархистов, при поддержке броневиков и бронепоезда удалось сломить сопротивление. ОГЧК развернула показательный «красный террор». Были казнены все задержанные с оружием в руках. В сёлах, где издевались над красноармейцами и рабочими продотрядов в качестве наказания казнили каждого пятого мужчину. Конфисковали весь сельскохозяйственный инвентарь, скот, коней, урожай, домашнее имущество. В ходе восстания с обеих сторон погибли тысячи людей.:190-196

### В 1920 году и позднее
Ситуация повторилась. К моменту начала уборки урожая в сёла губернии были направлены продотряды для сбора продразвёрстки. Крестьяне пытались протестовать против этого. Как и в предыдущий год, одними из первых восстали немецкие сёла. Возглавили восстание А. Шок и братья Келлеры. Но силы восставших, после разгрома предыдущего года, были куда слабее.
Крестьянские выступления совпали по времени и были частично скоординированы с польско-петлюровским (из Польши) и врангелевским (из Крыма) наступлением на Советскую Украину. Восстания были жестоко подавлены Губревкомом (в чьи руки перешла вся власть с 13 июня, по введённому «осадному положению»). После утверждения советской власти в мятежных районах и подавления открытых выступлений власти принялись «выкорчёвывать» саму возможность последующего неповиновения — во всех районах, по примеру центра, создавались «чрезвычайные тройки» для «утверждения диктатуры пролетариата», «выкачивания продразвёрстки», изъятия у кулаков земли и разоружения крестьян.
К 1922 году в Одесской губернии было практически покончено с крестьянскими антибольшевистским движением — разгромлены отряды атаманов Заболотного, Бондаренко, Лихо, Гуляй-Беда, Романа Бабича, Соломоненко. Их главари расстреляны.:23

## ЧК в приёме русских военнопленных, чинов экспедиционного корпуса и врангелевцев, прибывающих в Одессу морем из Европы
Во время Великой войны в плен к Центральным державам попало более двух миллионов военнослужащих Русской императорской армии. После окончания войны они и чины Русского экспедиционного корпуса начали возвращаться на родину. Начиная с апреля 1920 года в Одесский порт стали прибывать иностранные суда с бывшими подданными Российской империи, возвращавшимися из Европы.:292:43
В задачи ОГЧК входило не только отсеивать из многотысячной массы военнопленных и бывших чинов экспедиционного корпуса потенциальных шпионов и «классовых врагов», но и с первых мгновений нахождения на родной земле демонстрировать ещё не знакомым с советской действительностью людям новые порядки, воцарившиеся на их родине.
Вот как описывает процедуру встречи транспортов с военнопленными капитан 2-го ранга Н. Н. Крыжановский, служивший в Гидрографическом управлении порта (Sic!):

В Одесской гавани я увидел, что перед ошвартовавшимися итальянскими транспортами…стояла масса народа, войска, оркестр музыки и масса чекистов. Вооружённые чекисты ринулись на корабли. «Начальство» держало речь к солдатам, призывая их немедленно записываться в Красную Армию. Постепенно солдат выводили с кораблей на стенку гавани и строили в колонны для парада в город. Вещи было приказано оставить «возьмёте потом». Однако, ничего не ожидая чекисты начали рыться в вещах и отбирать валюту и вещи из заграницы. Большинство солдат экономили деньги и накупали вещи в подарок жёнам и детям. «Валюта» были деньги, накопленные из жалования.
Кое-кто из солдат стали выбрасывать деньги из иллюминаторов за борт, и около кораблей вода была покрыта плававшими денежными бумажками. Главной задачей чекистов было не дать солдатам опомниться. Их всё время теребили, куда-то тащили, записывали, сгоняли на митинги и … обирали. … Однако некоторые из солдат стали протестовать против конфискации денег и вещей и не хотели немедленно записываться в Красную Армию, а рвались домой, где они не были с начала войны. … Скоро начались аресты, и на Екатерининской площади был в домах организован «особый отдел» чеки для арестованных солдат. … До самой зимы на Екатерининской площади были слышны голоса и неслись неприличные солдатские песни арестованных. Это всё ещё не сдавались наиболее упорные из солдат, возвратившихся в своё дорогое отечество.:10-11
Весной 1921 года в Одессу из Турции прибыли пароходы с чинами Русской Армии барона Врангеля, поверившими большевистской пропаганде о прощении и т. п. и, самое главное, объявленному переходу от политики военного коммунизма к НЭПу и пожелавшими вернуться в «Красную Россию». Эти пароходы встречали уже без оркестров. Начальник ОГЧК тов. Дейч на страницах одной из одесских газет рассказал о том, как ОГЧК принимало этих людей: 

…из около 6000 прибывших 15 человек призналось, что работали на контрразведку; все офицеры в количестве 1355 человек отправлены в концентрационный лагерь для более тщательной проверки…:66

## Одесская специфика в работе чрезвычайки
Выдержки
Из Приказа № 2 (1920)
§ 10 — Запрещаю всем сотрудникам являться на службу с раскрашенными лицами и подведёнными глазами
Из Приказа № 3 (1920)
Мною замечено, что сотрудники ОГЧК очень часто ходатайствуют за арестованных. Напоминаю, что такие явления недопустимы и сотрудники, ходатайствующие за каких-либо арестованных, будут мной привлекаться к ответственности.
Из Приказа от 20 марта 1920
Предупреждаю, что в случае появления сотрудников в нетрезвом виде, таковые будут осуждены без суда на два года принудительных работ.
Ещё из одного приказа того времени
…Отмечено, что при замене караулов пропадают электрические лампочки. Предлагаю, начальникам караулов принимать и сдавать лампочки по счёту…
Текст воспроизводится по:
Одесса, «город коммерческой и спекулятивной горячки»:122, вдобавок превратился в то время в центр бандитизма и стал прибежищем разнообразных авантюристов. Соня (Елена) Соколовская, видная большевичка, так характеризовала атмосферу революционной Одессы 1919 года:

Одесский пролетариат — это бандиты, спекулянты, гниль… в Одессе без денег революция не двинется ни на шаг.:176

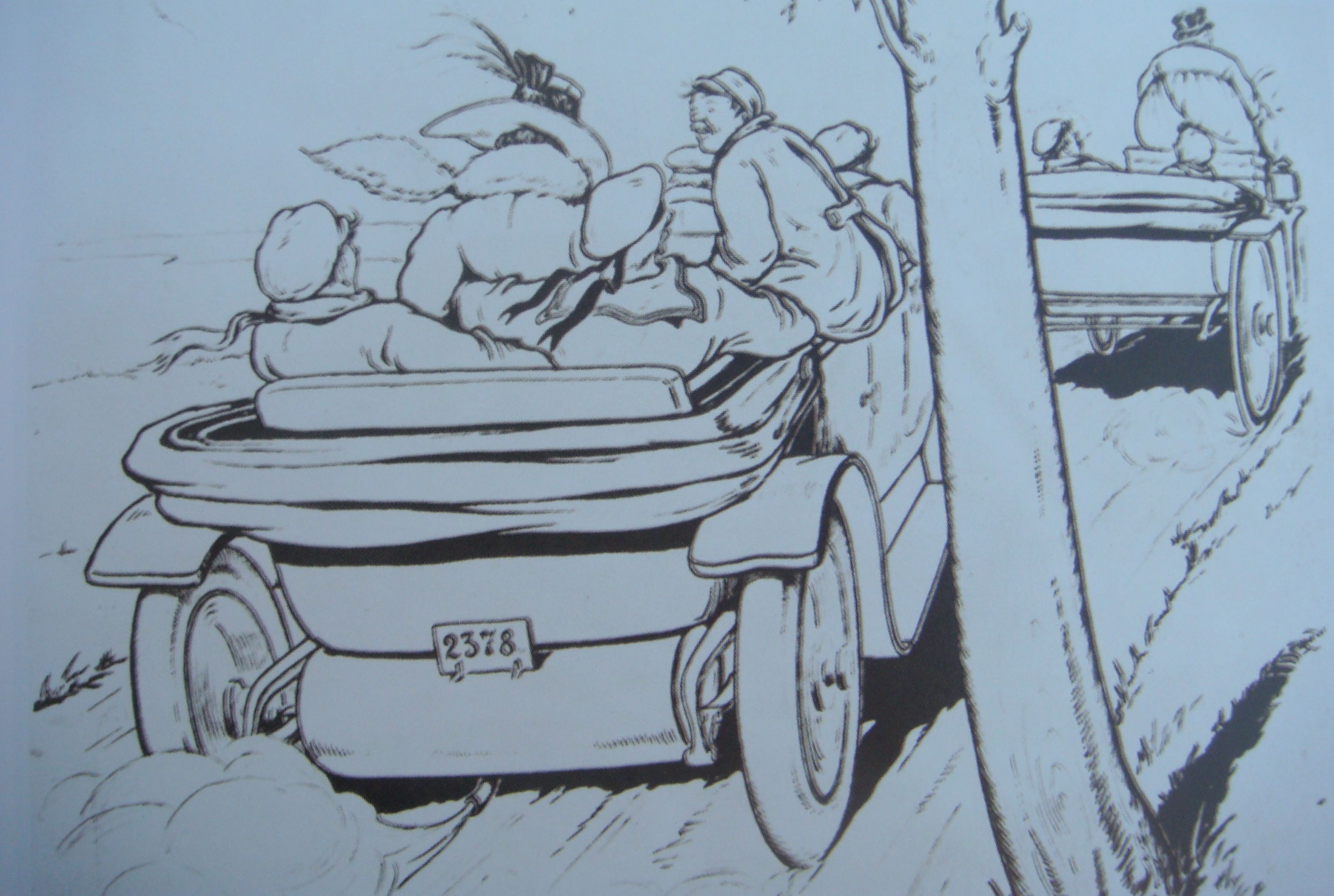
Карикатура тех лет. «Приятный вечер для прогулки представителей новой революционной власти»

Вот как описывал одесскую советскую бюрократию того же периода Иван Бунин:

…на автомобилях, на лихачах — очень часто с разряжёнными девками, мчится в эти клубы и театры (глядеть на своих крепостных актёров) вся красная аристократия: матросы с огромными браунингами на поясе, карманные воры, уголовные злодеи и какие-то бритые щёголи во френчах, в развратнейших галифе, во франтовских сапогах, непременно при шпорах, все с золотыми зубами и большими, тёмными, кокаинистическими глазами.
Такая обстановка не могла не наложить свой отпечаток на работу местной ЧК. Среди сотрудников был большой процент «примазавшихся». Взяточничество, незаконные обыски, расхищение конфискованного имущества, откуп от ареста и даже расстрела были распространены среди одесских чекистов более, чем где бы то ни было. Вот какое объяснение этому давал тов. Манцев, начальник ЦУПРЧЕЗКОМА:

…Мы натолкнулись на связь ответственных работников с некоммунистической средой… Особенно ярко обнаружилось это явление в Одессе, где поспешное отступление наших войск летом 1919 года застигло врасплох многих партийных работников. Спасаясь от белого террора некоторые из них вынуждены были пользоваться услугами обывателей и уголовного элемента и после возвращения советской власти оказались «в долгу» у этих врагов советского строя. Одесские спекулянты и даже бандиты пользовались слабостью местных работников. Работа ОГЧК то и дело стеснялась ходатайствами за отдельных арестованных. Нужно прислать в Одессу новых решительных коммунистов, не связанных никакими «личными отношениями»…:13
Одесским чекистам приходилось непрестанно «чистить свои ряды» — переводить на работы в какие-нибудь менее ответственные «…хозы», увольнять, отправлять в лагеря или на фронт, расстреливать своих коллег, пойманных на должностных злоупотреблениях. Даже Председатель ОГЧК товарищ Дейч был обвинён летом 1921 года в том, что в его квартиру среди бела дня заносили шампанское и бочку с вином, причём совершенно открыто. Жалоба, однако, осталась без последствий.:38

## Председатели Одесской ЧК
- Яков Михайлович Генкин — до лета 1919 года (Херсонской губернской ЧК).[24]
- Калистрат Григорьевич Саджая (Калениченко) — летом 1919 года.
- Борис Самойлович Северный (Юзефович) — руководитель «подпольной ЧК» в период деникинского правления в Одессе и первый начальник ЧК с момента захвата Одессы большевиками в феврале 1920.
- Станислав Францевич Реденс — с 6 марта по конец июля 1920 года. Он же был командирован в Одессу ещё в 1919 году и был членом Президиума ГубЧК.
- Владимир Иванович Яковлев[25][26] (отец Е. В. Яковлева, дед В. Е. Яковлева) — конец июля — конец августа 1920 года.[2]:304
- Макс (Мендель) Абелевич Дейч — август 1920 — ноябрь 1921 год.
- Семён Семёнович Дукельский — 3 декабря 1921 — сентябрь 1922 год (с февраля 1922 Одесский губернский отдел ГПУ).

### Одесский губернский Революционный трибунал
- Николай Тимофеевич Тимофеев — 1919 — март 1922 год.

## В художественной литературе и воспоминаниях
- А.Лукин, Д.Поляновский. «Сотрудник ЧК». М, Воениздат, 1973.
- А.Лукин, Д.Поляновский. «„Тихая“ Одесса». М, Воениздат, 1973.
- Шульгин В.В. 1920 год. Очерки. — Ленинград: Рабочее издательство Прибой, 1927. — 296 с.
- Иван Бунин. Окаянные дни. Дневник писателя.
- Владимир Нарбут. . / Где обрывается Россия. Художественно-документальное повествование о событиях в Одессе в 1918—1920 гг. Одесса: Оптимум, 2002. — С. 319—323. ISBN 966-7776-02-6
- Паустовский К. Г. Время больших ожиданий. — Деком, 2002. — Т. 1. — 896 с. — ISBN 5-89533-046-0, 5-89533-060-6, 5-98533-045-2.
- Е. А. Керсновская. «Сколько стоит человек»